# Jeffrey Leonard
Jeffrey Leonard (Filadelfia, Pensilvania, 22 de septiembre de 1955) es un exjugador profesional estadounidense de béisbol que se desempeñó en la posición de jardinero izquierdo en las Grandes Ligas de Béisbol (MLB). Logró obtener el premio MVP (jugador más valioso de la Serie de Campeonato de la Liga).

## Carrera
Leonard jugó como profesional una temporada en Los Angeles Dodgers (1977), después pasó a Houston Astros (1978-1981), luego a San Francisco Giants (1981-1988), posteriormente a Milwaukee Brewers (1988), y finalmente, a Seattle Mariners, donde jugó dos temporadas (1989-1990), y fue el equipo en el que se retiró.

## Premios
Fue galardonado con el MVP (jugador más valioso de la Serie de Campeonato de la Liga) en una oportunidad (1987).